# Kunstjahr 1862
Liste der Kunstjahre

◄ | 1858 | 1859 | 1860 | 1861 | Kunstjahr 1862 | 1863 | 1864 | 1865 | 1866 | ► | ►►

Weitere Ereignisse
Dieser Artikel behandelt das Kunstjahr 1862.

## Ereignisse

### Architektur und Gartenbau

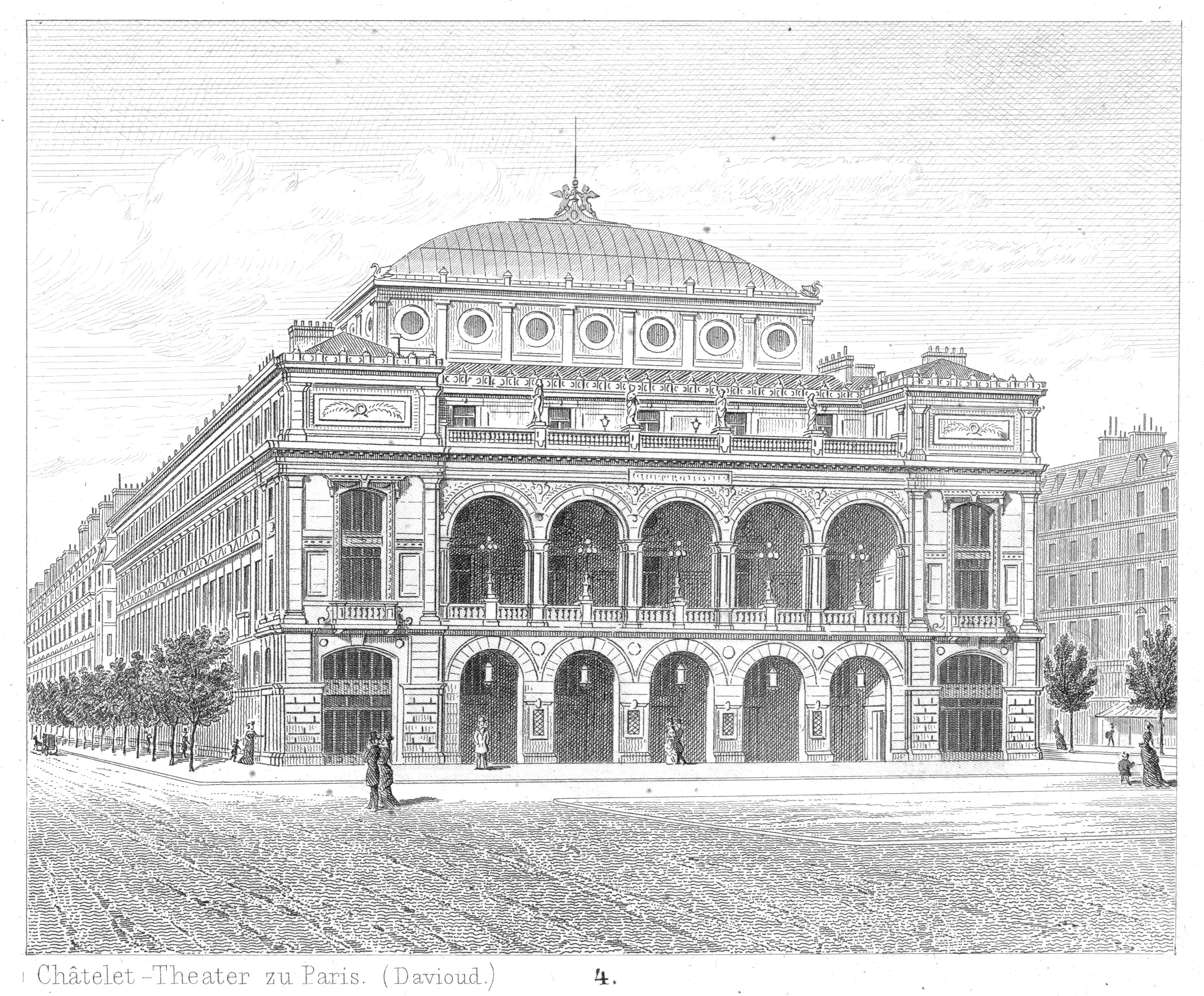
Théâtre du Châtelet

- 19. April: Das von Gabriel Davioud im Auftrag des Barons Georges-Eugène Haussmann an der Place du Châtelet erbaute Théâtre du Châtelet in Paris wird eröffnet. Im gleichen Jahr wird auch das am gleichen Platz gegenüberliegende, ebenfalls von Davioud erbaute Théâtre de la Ville eröffnet.

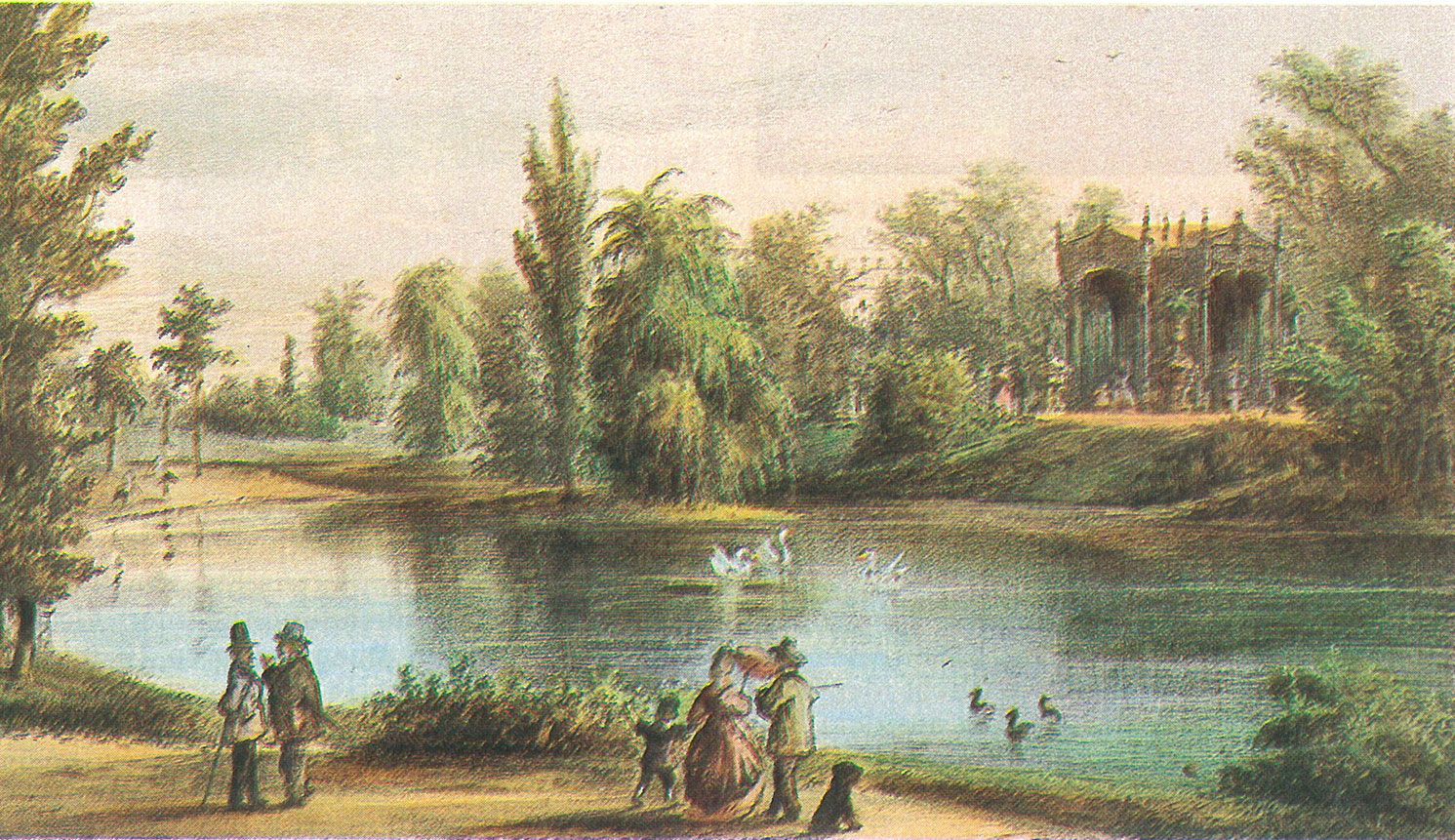
Wiener Stadtpark 1862, Farblithographie

- 21. August: Der an der Stelle des kürzlich abgerissenen Wasserglacis im Stil englischer Landschaftsparks vom Landschaftsmaler Joseph Sellény entworfene und von Stadtgärtner Rudolph Siebeck angelegte Wiener Stadtpark wird als zweiter Volksgarten in Wien eröffnet. Im gleichen Jahr beginnt Siebeck auch mit der Anlage des Schönbornparks und des Esterházyparks.

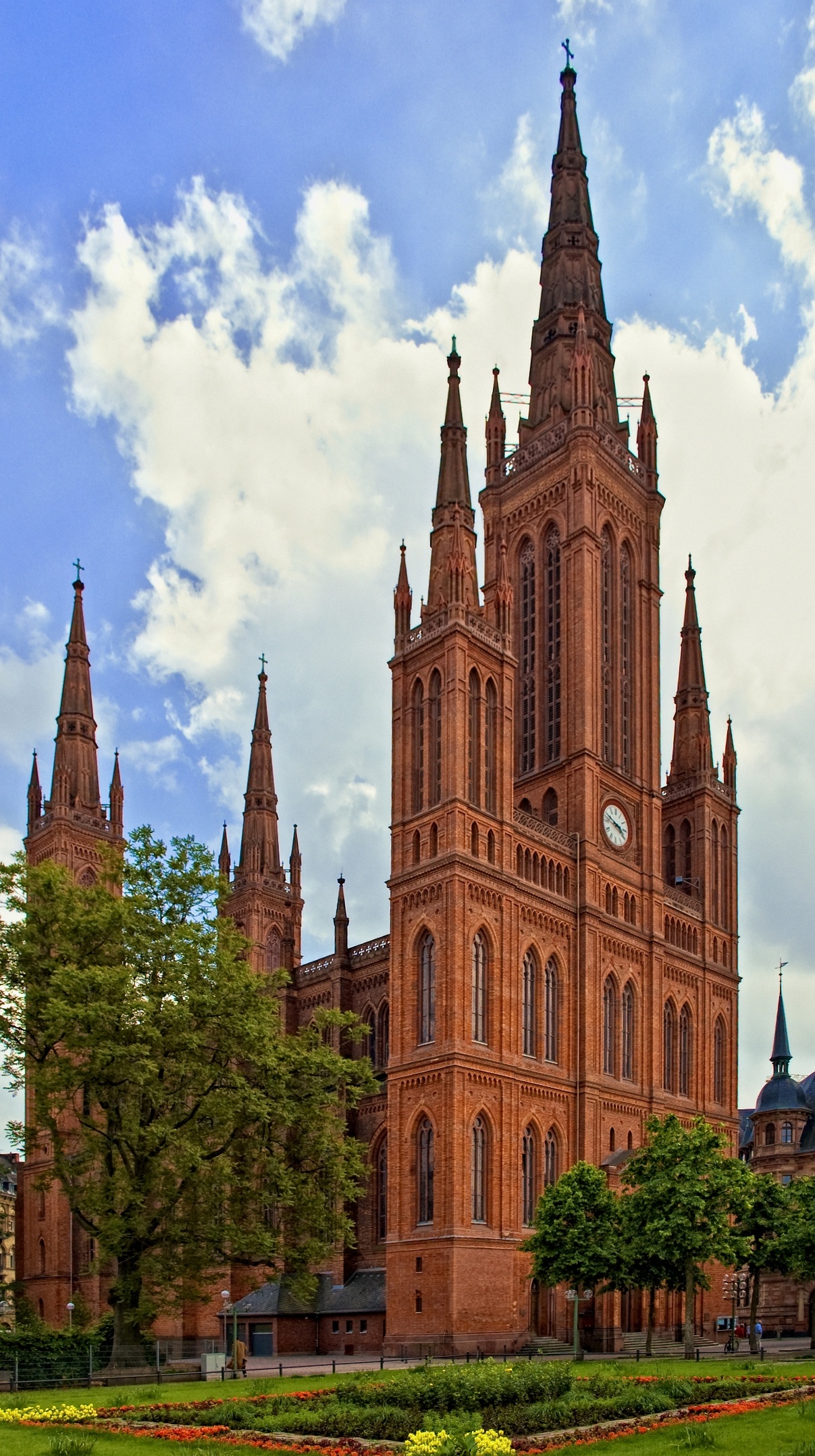
Die Marktkirche mit ihren fünf Türmen

- 13. November: Der von Carl Boos erbaute Nassauer Landesdom auf dem Schloßplatz in Wiesbaden wird eingeweiht. Das Vorbild der dreischiffigen Basilika ohne Querschiff in neogotischem Stil mit klassizistischer Ornamentik ist die Friedrichswerdersche Kirche von Karl Friedrich Schinkel in Berlin. Die heutige Marktkirche ist der erste reine Ziegelbau im Herzogtum Nassau.

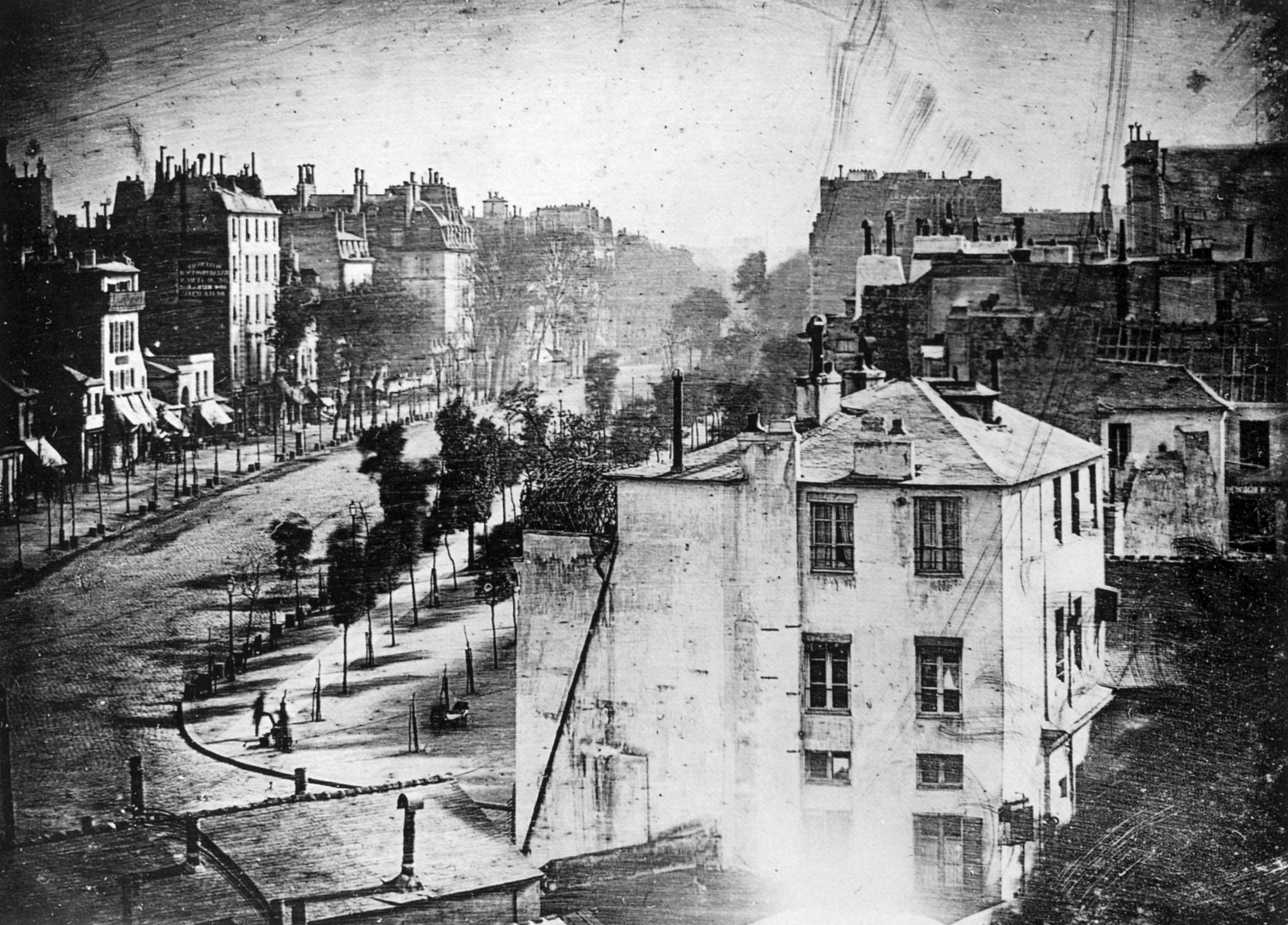
Der Boulevard du Temple vor der Umgestaltung, Daguerreotypie von 1838

- Die Umgestaltung der Pariser Boulevards durch Georges-Eugène Haussmann führt zum Abriss der meisten Theater auf dem Boulevard du Temple, darunter unter anderem das Théâtre-Lyrique, das Théâtre des Folies-Dramatiques, das Théâtre de la Gaîté und das Théâtre des Funambules.
- Im neu angelegten Garten in Kensington, London, wird von der Royal Horticultural Society eine Gartenausstellung durchgeführt, ein Vorläufer der späteren Chelsea Flower Show.

### Bildhauerei
- 25. Juli: Der vom dänischen Bildhauer Herman Wilhelm Bissen geschaffene Idstedt-Löwe wird – nach Süden schauend als Symbol für den dänischen Sieg über die Schleswig-Holsteiner – auf dem Alten Friedhof in Flensburg enthüllt.

- Der Fischbrunnen auf dem Marienplatz in München wird mit Bronzeplastiken des Bildhauers Konrad Knoll neu gestaltet. Die Arbeiten dauern bis 1865.

### Grafik
- Édouard Manet begründet – angeregt durch den Herausgeber Alfred Cadart und den Fotografen Félix Chevalier – zusammen mit Felix Bracquemond, Henri Fantin-Latour, Alphonse Legros, Johan Barthold Jongkind und Augustin Théodule Ribot die Societé des Aquafortistes. Diese Künstlervereinigung hat sich die Förderung der Radierkunst zum Ziel gesetzt. Manet fertigt vor allem in den 1860er Jahren zahlreiche Radierungen nach seinen Gemälden an.

### Malerei

#### Frankreich

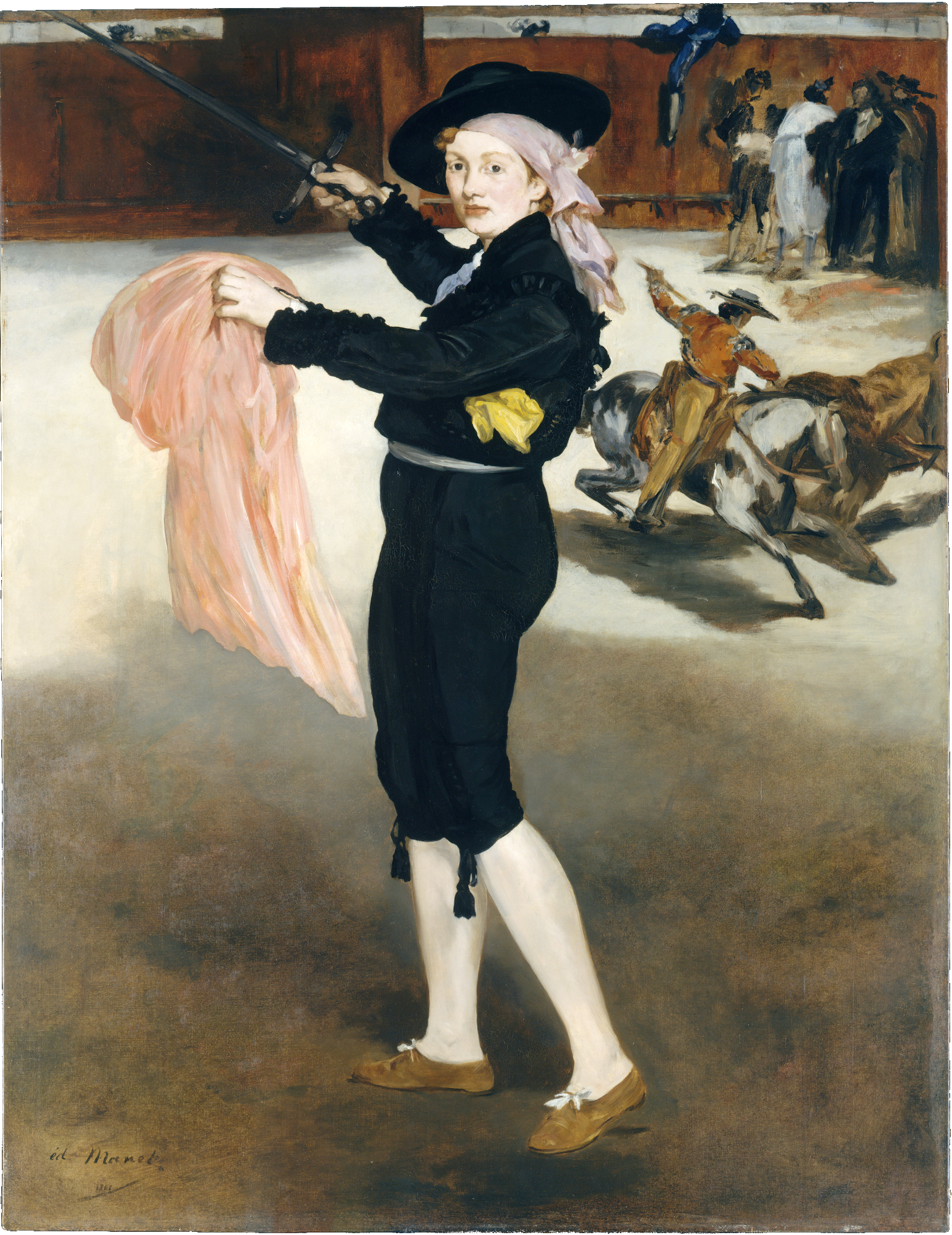
Mademoiselle V... im Kostüm einer Stierkämpferin

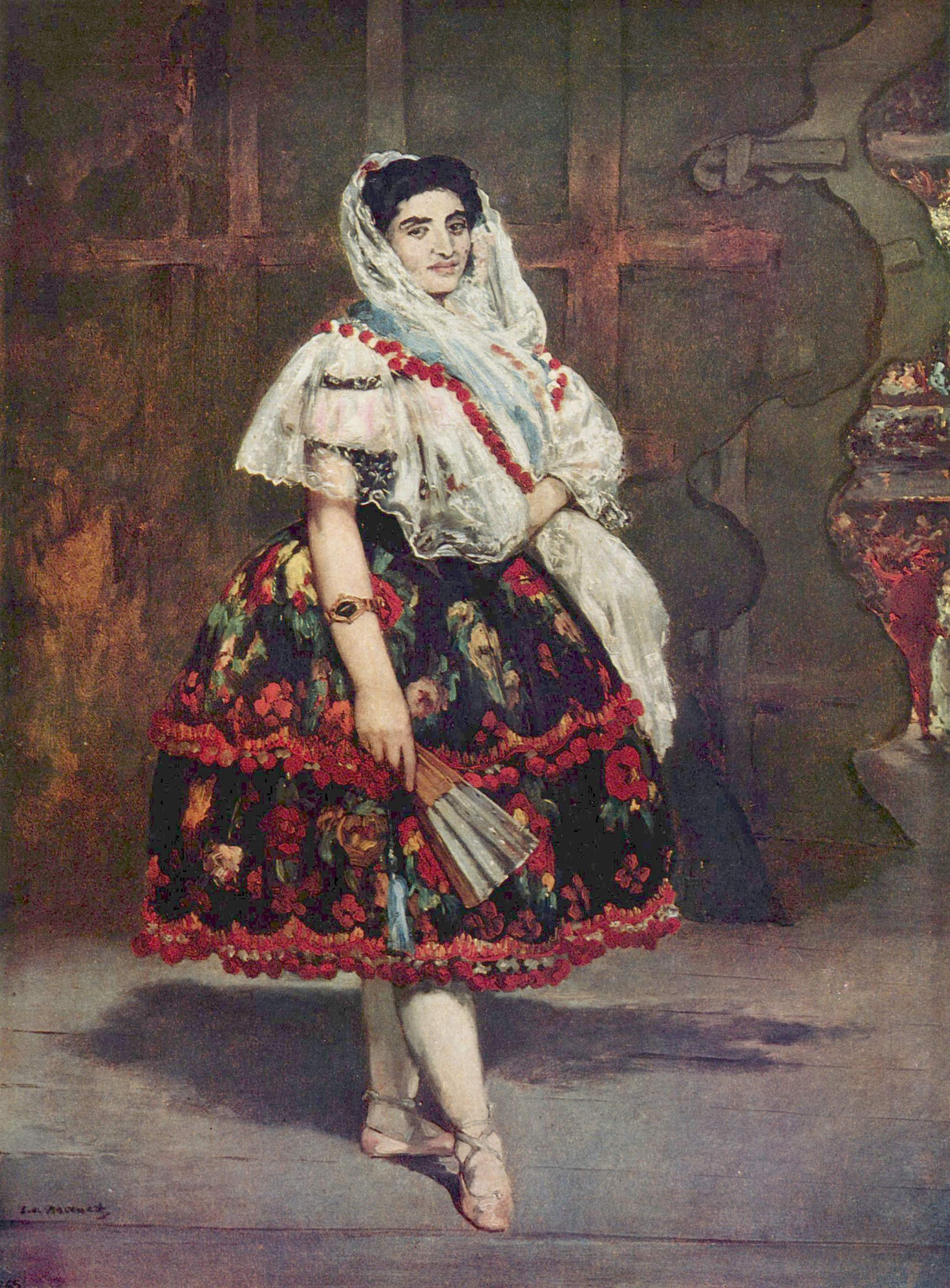
Lola de Valence

- Durch den Erfolg mit dem spanischen Sänger im Salon de Paris von 1861 motiviert und durch die allgemeine Begeisterung für alles Spanische beeinflusst, wendet sich Édouard Manet verstärkt spanischen Motiven zu. Es entstehen unter anderem die Gemälde Mademoiselle V... im Kostüm einer Stierkämpferin und Lola de Valence sowie das auch von Gustave Courbet beeinflusste Ölgemälde Der alte Musikant, das zahlreiche Anspielungen auf andere Werke enthält.

Manet - Der alte Musikant

- In Musik im Tuileriengarten stellt sich Édouard Manet zusammen mit den Malern Albert de Balleroy und Henri Fantin-Latour, den Schriftstellern Zacharie Astruc, Théophile Gautier und Charles Baudelaire, sowie dem Komponisten Jacques Offenbach als Teil der bürgerlichen Pariser Gesellschaft dar. Das Werk erntet überwiegend vernichtende Kritiken und bleibt über 20 Jahre lang unverkäuflich.

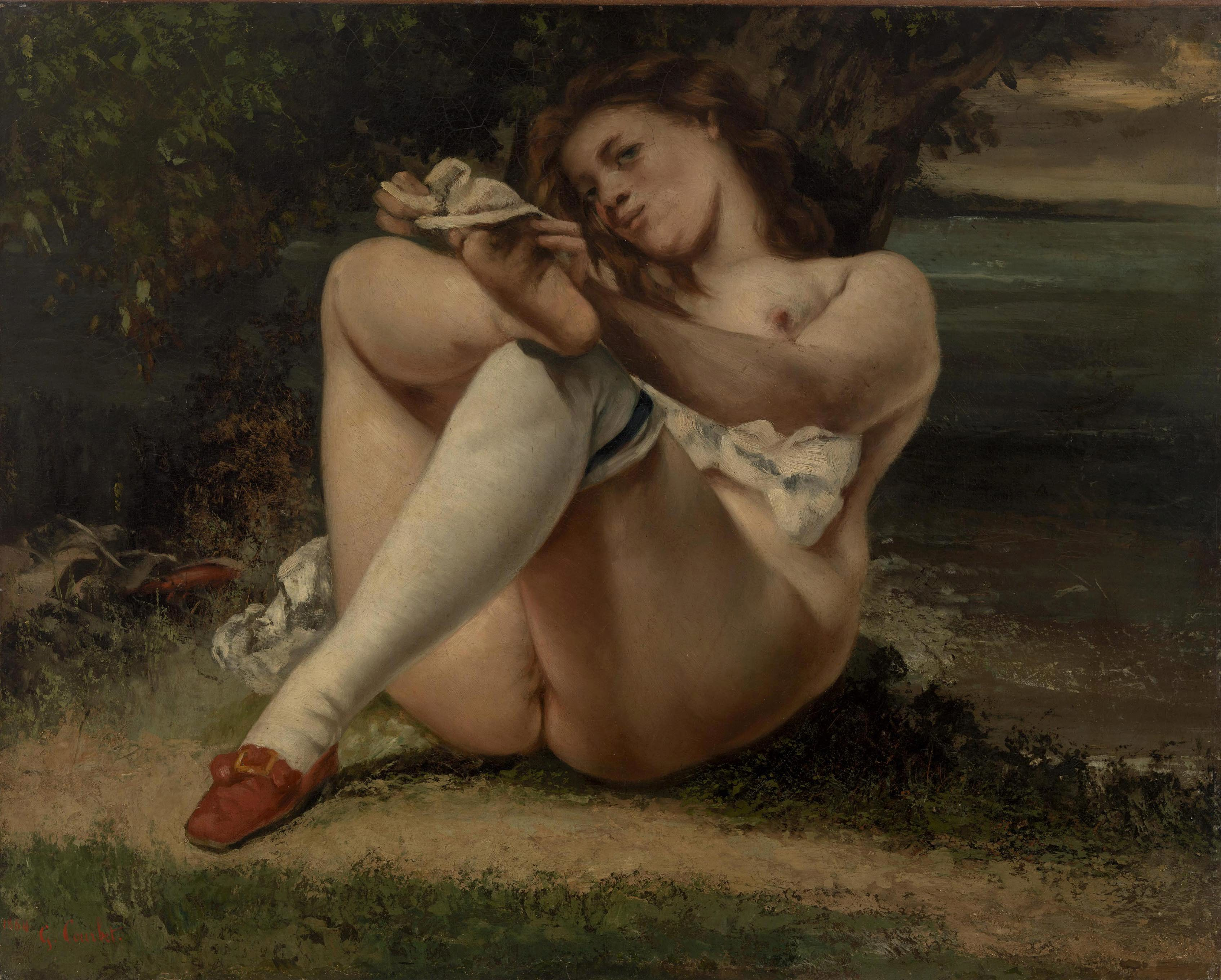
Gustave Courbet: Frau mit weissen Strümpfen

- In der Kunstklasse des Schweizer Malers Charles Gleyre in Paris lernen einander unter anderem Paul Cézanne, Pierre-Auguste Renoir, Gustave Courbet, Claude Monet und Alfred Sisley kennen.

#### Weitere Kunstwerke weltweit
- 3. November: In der italienischen Zeitung Gazzetta del Popolo wird in einer Ausstellungsbesprechung erstmals der Begriff Macchiaioli für eine seit 1855 tätige Künstlergruppe verwendet. Die eigentlich abwertende Bezeichung wird von den Künstlern rasch als Selbstbezeichung übernommen.

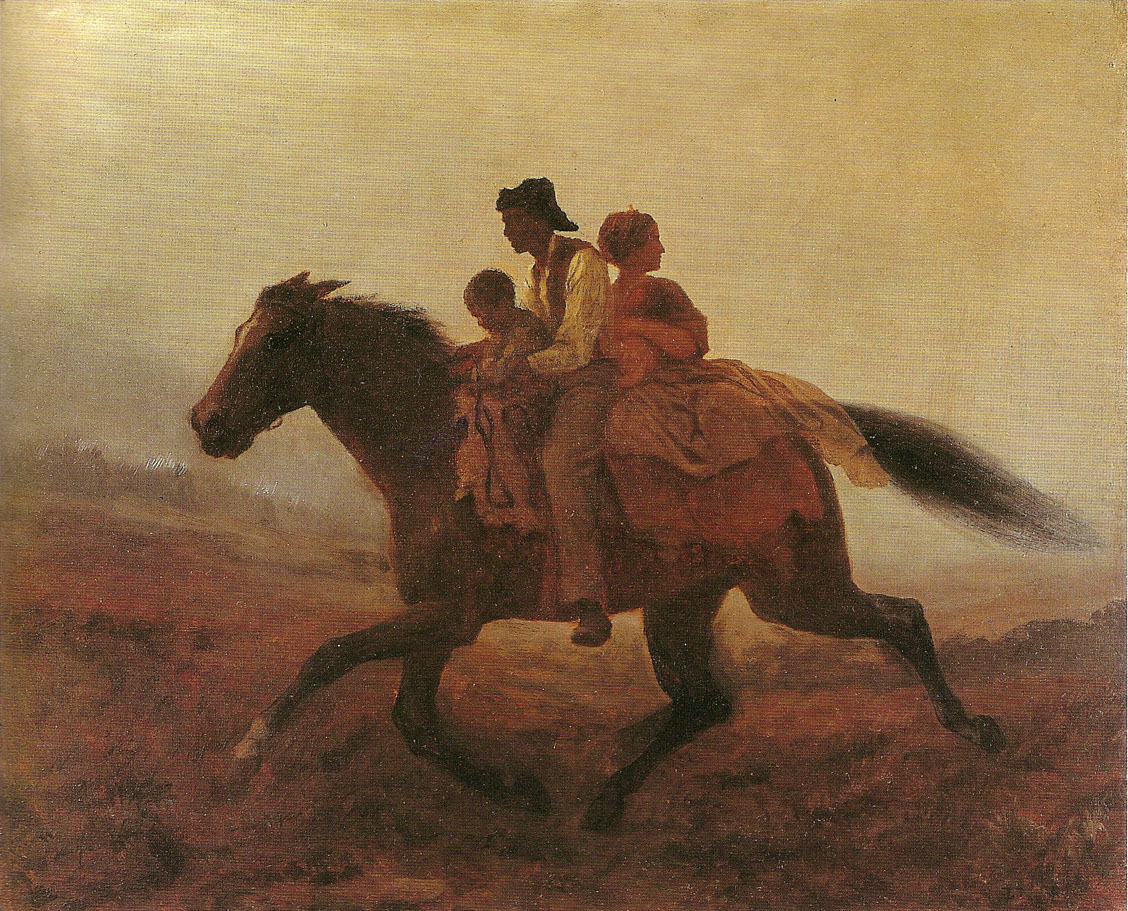
A Ride for Liberty — The Fugitive Slaves

- Eastman Johnson fertigt in Öl auf Leinwand das Werk A Ride for Liberty — The Fugitive Slaves.

Symphonie in Weiß Nr. 1

- James McNeill Whistlers Porträt Symphonie in Weiß Nr. 1, Mädchen in Weiß wird von der Royal Academy of Arts abgelehnt.
- Albert Anker malt in Öl auf Leinwand Das Schulexamen.

### Photographie
- Louis Ducos du Hauron veröffentlicht erste Untersuchungen über ein farbfotografisches Verfahren. Entsprechende Verfahren werden parallel auch von Charles Cros entwickelt. Allerdings kann in der Folge nur du Hauron ein praktikables Verfahren vorführen. Dieses basiert auf Bromsilber-Kollodiumplatten und ergibt Pigment-Diapositive. Beide Verfahren basieren jedoch auf dem Prinzip der Dreifarbigkeit.

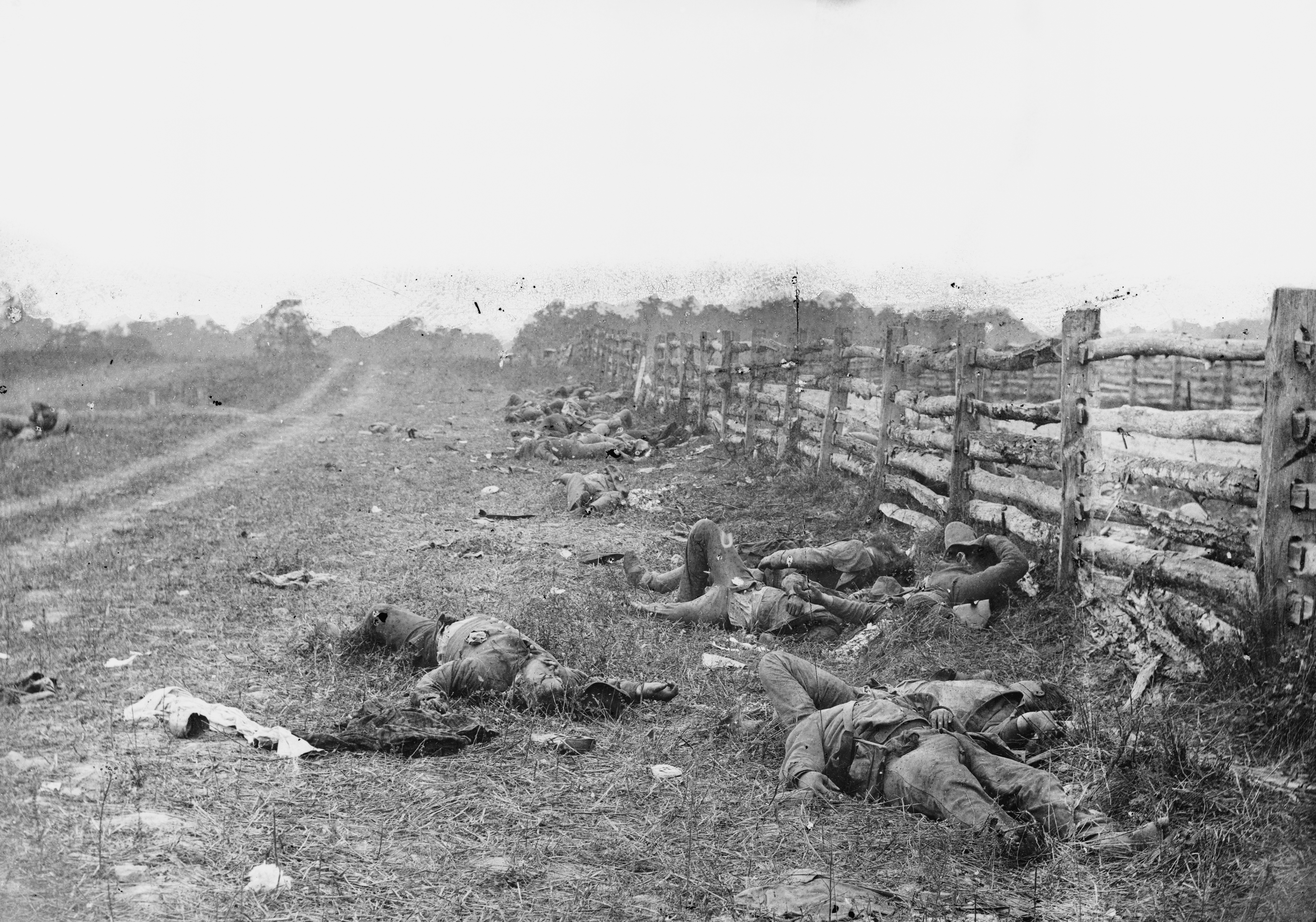
A. Gardner: Am Hagerstown Turnpike gefallene Soldaten aus Louisiana, zwei Tage nach der Schlacht

- Mathew B. Brady zeigt in seiner New Yorker Galerie eine Fotoausstellung der Schlacht am Antietam. Dort werden unter dem Titel The Dead of Antietam erstmals auch drastische Bilder gefallener Soldaten gezeigt. Bradys Gewohnheit, Bilder seiner Angestellten ausschließlich unter seinem Namen zu vermarkten, führt Ende des Jahres zum Bruch mit den Brüdern James und Alexander Gardner sowie Timothy H. O’Sullivan, die ihre eigenen Wege gehen.
- Charles Marville wird zum amtlichen Photographen von Paris ernannt.

### Museen und Ausstellungen
- 1. Mai bis 1. November: Im Rahmen der Weltausstellung in London findet eine umfangreiche Ausstellung japanischer Kunst statt, die den Japonismus in England fördert.
- 20. Mai: Das Museum der schönen Künste in Warschau wird eröffnet.
- 17. Juni: Württembergs König Wilhelm I. genehmigt den Aufbau einer Staatssammlung für vaterländische Kunst- und Altertumsdenkmale in Stuttgart – das heutige Landesmuseum Württemberg.

- Die Kunstsammlung des 1826 verstorbenen Grafen Nikolai Petrowitsch Rumjanzew wird von Sankt Petersburg nach Moskau übersiedelt. Daraus entsteht das Rumjanzew-Museum, das erste öffentliche Museum in Moskau.

## Geboren

### Januar bis März
- 01. Januar: Paul Schad-Rossa, deutscher Maler, Kopist und Bildhauer († 1916)
- 03. Januar: Max Littmann, deutscher Architekt († 1931)
- 04. Januar: Václav Weinzettl, böhmischer Architekt und Schuldirektor († 1930)
- 08. Januar: Hans Schadow, deutscher Porträtmaler († 1924)
- 20. Januar: Rudolf Bacher, österreichischer Maler und Bildhauer († 1945)
- 21. Januar: Eduard Fürstenau, deutscher Architekt und Baubeamter († 1938)
- 26. Januar: Walter Paget, britischer Illustrator († 1935)
- 29. Januar: Georg Süßenguth, deutscher Architekt († 1947)

- 03. Februar: James Jebusa Shannon, anglo-amerikanischer Maler († 1923)
- 05. Februar: Oskar Herrfurth, deutscher Maler und Illustrator († 1934)
- 06. Februar: Wilhelm Degode, deutscher Landschaftsmaler und Photograph († 1931)
- 08. Februar: Károly Ferenczy, ungarischer Maler des Impressionismus († 1917)
- 14. Februar: Bernhard Hertel, deutscher Architekt des Historismus († 1927)
- 14. Februar: Okakura Kakuzō, japanischer Kunstwissenschaftler und -förderer († 1913)
- 15. Februar: Kurt Diestel, deutscher Architekt und Hochschullehrer († 1946)
- 18. Februar: Albert Welti, Schweizer Maler und Radierer († 1912)
- 19. Februar: Oskar Seyffert, deutscher Maler, Illustrator und Volkskundler († 1940)
- 21. Februar: Emiliana Concha de Ossa, kubanische Erbin, Künstlermodell und Muse († 1905)
- 27. Februar: Anastasios Metaxas, griechischer Architekt und Schießsportler († 1937)

- 07. März: Josef Strzygowski, polnischer Kunsthistoriker († 1941)
- 11. März: Georg Busch, deutscher Bildhauer († 1943)
- 17. März: Hipólito Boaventura Caron, brasilianischer Maler und Dekorateur († 1892)
- 19. März: Josef Flossmann, bayerischer Bildhauer († 1914)
- 21. März: Mykola Pymonenko, ukrainischer Maler  († 1912)
- 23. März: Gustav Halmhuber, deutscher Architekt und Hochschullehrer († 1936)

### April bis Juni
- 02. April: Adalbert Seligmann, österreichischer Maler und Kunstkritiker († 1945)
- 03. April: Leonid Ossipowitsch Pasternak, russischer Maler († 1945)
- 05. April: Albert Chevallier Tayler, britischer Maler des Spätimpressionismus († 1925)
- 07. April: Christian Landenberger, deutscher impressionistischer Maler († 1927)
- 09. April: Henry Tonks, britischer Arzt und Maler († 1937)
- 13. April: Maximilian Modde, deutscher Maler († 1933)
- 24. April: Gaston Bussière, französischer Maler und Illustrator († 1928/29)
- 25. April: Maurice Reymond de Broutelles, Schweizer Bildhauer, Maler und Radierer († 1936)
- 25. April: Adolf Miethe, deutscher Photochemiker und Photopionier († 1927)
- 29. April: Otto von Falke, deutscher Kunsthistoriker († 1942)

- 04. Mai: Gottfried Wehling, deutscher Architekt († 1913)
- 09. Mai: Eugène van Dievoet, belgischer Architekt des Art déco († 1937)
- 12. Mai: Oskar Freiwirth-Lützow, deutscher Maler († 1925)
- 17. Mai: Alexandre Perrier, Schweizer Landschaftsmaler († 1936)
- 20. Mai: Hans Hartmann-MacLean, deutscher Bildhauer († 1946)
- 23. Mai: Hermann Obrist, deutscher Bildhauer und Mitbegründer des Jugendstils († 1927)
- 24. Mai: Friedrich Fehr, deutscher Maler des Historismus († 1927)
- 28. Mai: Theodor Fischer, deutscher Architekt und Stadtplaner († 1938)
- 28. Mai: Guido Oppenheim, Luxemburger Maler († 1942)
- 31. Mai: Michail Wassiljewitsch Nesterow, russischer Maler des Symbolismus († 1942)

- 02. Juni: Adolf des Coudres, deutscher Landschaftsmaler († 1924)
- 02. Juni: Émile Mâle, französischer Kunstkritiker († 1954)
- 09. Juni: Herbert Baker, britischer Architekt († 1946)
- 12. Juni: Franz Horst, österreichischer Porträt-, Landschafts- und Militärmaler († 1950)
- 14. Juni: Max Linde, deutscher Arzt, Mäzen und Kunstsammler († 1940)
- 15. Juni: Georges Passavant, Schweizer Bankier und Photograph († 1952)
- 18. Juni: Ismael Gentz, deutscher Maler, Zeichner und Lithograph († 1940)
- 19. Juni: Franz Jaschke, österreichischer Maler († 1910)
- 22. Juni: Charles Lucien Léandre, französischer Illustrator, Karikaturist und Maler († 1934)
- 22. Juni: August Schädler, deutscher Bildhauer († 1925)
- 24. Juni: Richard Graul, deutscher Kunsthistoriker und Museumsdirektor († 1944)

### Juli bis September
- 02. Juli: Otto Friedrich, österreichischer Maler des Jugendstils († 1937)
- 02. Juli: Berthold Haendcke, deutscher Kunsthistoriker († 1951)
- 09. Juli: Isidore Konti, österreichisch-US-amerikanischer Bildhauer († 1938)
- 10. Juli: Helene Schjerfbeck, finnlandschwedische Malerin († 1946)
- 14. Juli: Gustav Klimt, österreichischer Maler († 1918)
- 14. Juli: Max Schröder, deutscher Architekt († 1922)
- 15. Juli: Paul Mishel, deutscher Landschaftsmaler († 1929)
- 18. Juli: Elisabeth von Eicken, deutsche Landschaftsmalerin († 1940)
- 20. Juli: Adolf Lehnert, deutscher Bildhauer und Medailleur († 1948)
- 28. Juli: Curt Agthe, deutscher Landschafts- und Genremaler († 1943)
- 28. Juli: Aurélio Paz dos Reis, portugiesischer Pflanzenzüchter, Photograph und Filmpionier († 1931)
- 29. Juli: Percy Moran, US-amerikanischer Maler († 1935)

- 02. August: Ida Gerhardi, deutsche Malerin der klassischen Moderne († 1927)
- 06. August: Armand Rassenfosse, belgischer Maler, Buchillustrator und Graphiker († 1934)
- 07. August: Henri Le Sidaner, französischer Maler († 1939)
- 11. August: Rudolf Schmidt, deutscher Architekt und Baumeister († 1945)
- 25. August: Cipri Adolf Bermann, deutscher Bildhauer († 1942)
- 27. August: Abram Jefimowitsch Archipow, russisch-sowjetischer Maler († 1930)

- 01. September: Adolphe Appia, Schweizer Architekt († 1928)
- 02. September: Heinrich Knirr, österreichisch-deutscher Landschafts- und Porträtmaler († 1944)
- 07. September: Paul Eduard Crodel, deutscher Landschaftsmaler († 1928)
- 07. September: Louis Tuaillon, preußischer Bildhauer († 1919)
- 12. September: Henriette Hahn-Brinckmann, dänisch-deutsche Malerin, Zeichnerin und Kunstweberin († 1934)
- 14. September: Zofia Stankiewicz, polnische Malerin, Grafikerin und Feministin († 1955)
- 24. September: Leonard Leslie Brooke, britischer Zeichner, Maler und Autor, Illustrator zahlreicher Kinder- und Bilderbücher († 1940)
- 25. September: Karl Pippich, österreichischer Genre-, Landschafts- und Militärmaler sowie Aquarellist († 1932)
- 25. September: Gustav Röder, deutscher Architekt und Baumeister († 1900)

### Oktober bis Dezember
- 04. Oktober: Johanna van Gogh-Bonger, niederländische Kunstsammlerin, Schwägerin Vincent van Goghs († 1925)
- 10. Oktober: Henni Lehmann, deutsche Künstlerin und Autorin († 1937)
- 18. Oktober: Heinrich Weizsäcker, deutscher Kunsthistoriker († 1945)
- 24. Oktober: Philipp Siesmayer, deutscher Gartenarchitekt († 1935)
- 26. Oktober: Hilma af Klint, schwedische Malerin, Spiritistin, Theosophin und Anthroposophin († 1944)

- 10. November: Rudolf Münger, Schweizer Maler († 1929)
- 14. November: George Washington Vanderbilt II, US-amerikanischer Kunstsammler († 1914)
- 23. November: Théo van Rysselberghe, flämischer Maler des Pointillismus († 1926)
- 23. November: Salvador Viniegra, spanischer Historienmaler und Kunstmäzen († 1915)

- 04. Dezember: Johannes Baltzer, deutscher Architekt, Stadtplaner, Baubeamter und Denkmalpfleger († 1940)
- 09. Dezember: Clara Siewert, deutsche Malerin, Graphikern, Plastikerin und Mitglied der Berliner Secession († 1945)
- 17. Dezember: Franz Holper, deutscher Maler und Architekt († 1935)
- 21. Dezember: Hans Kaufmann, deutscher Maler und Illustrator († 1949)
- 24. Dezember: Alma del Banco, deutsche Malerin († 1943)
- 31. Dezember: Carl Rotte, deutscher Maler († 1910)

### Genaues Geburtsdatum unbekannt
- William Gordon Burn-Murdoch, schottischer Maler, Lithograph, Bildhauer und Reiseschriftsteller († 1939)
- Ludwig Hofmann, deutscher Architekt († 1933)
- Harry Bell Measures, britischer Architekt († 1940)
- Antoni Millàs i Figuerola, katalanischer Architekt des Modernisme († 1939)
- Stefano Novo, italienischer Genremaler († 1927)
- Niko Pirosmani, georgischer naiver Maler († 1918)

## Gestorben

Porträt von Mrs. D. G. Rossetti

- 20. Januar: Johan Gustaf Ruckman, schwedischer Kupferstecher (* 1780)
- 24. Januar: Johann Heinrich Christian Friedrich Sturm, deutscher Kupferstecher und Ornithologe (* 1805)

- 02. Februar: Rudolph Suhrlandt, deutscher Porträtmaler und Lithograph (* 1781)
- 10. Februar: Jacques Rothmüller, deutscher Landschaftsmaler, Zeichner und Lithograf (* 1804)
- 11. Februar: Elizabeth Eleanor Siddal, britische Malerin, Dichterin, Lieblingsmodell der Präraffaeliten und Ehefrau des Malers Dante Gabriel Rossetti (* 1829)
- 15. Februar: Heinrich Adam, deutscher Radierer und Maler (* 1787)

- 01. März: Franz Friedrich Freudenberger, Schweizer Maler und Zeichner (* 1804)
- 14. März: Friedrich Wilhelm Brederlo, deutsch-baltischer Kaufmann, Ratsherr von Riga, Kunstsammler und Mäzen (* 1779)
- 14. März: Andreas Fortner, deutscher Silberschmied, Maler, Lithograph und Ziseleur (* 1809)
- 15. März: Henry Scheffer, französischer Maler (* 1798)
- 19. März: Friedrich Wilhelm von Schadow, deutscher Maler (* 1788)
- 23. März: Sophie Adlersparre, schwedische Malerin (* 1808)
- 24. März: Wilhelm Titel, deutscher Maler und akademischer Zeichenlehrer (* 1784)
- 31. März: Jakob Ginzel, böhmischer Maler (* 1792)

- 02. April: James Elmes, britischer Architekt und Bauingenieur (* 1782)
- 05. April: Barend Cornelis Koekkoek, niederländischer Historien- und Porträtmaler (* 1809)
- 12. April: Franz Xaver Gruber, österreichischer Blumen- und Genremaler (* 1801)
- 28. April: Josef Arnold der Jüngere, österreichischer Fresken-, Landschafts- und Porträtmaler (* 1823)

- 13. Mai: Fredric Westin, schwedischer Geschichts- und Porträtmaler (* 1782)
- 14. Mai: Joseph Brodtmann, Schweizer und deutscher Zeichner, Graphiker, Lithograph, Publizist  und Buchhändler (* 1787)
- 16. Mai: Jan Baptist van der Hulst, belgischer Porträt- und Historienmaler und Lithograph (* 1790)

- 15. Juni: Thaddäus Rabusky, Oberpfälzer Kirchenmaler, Schnitzer und Restaurator (* 1776)
- 25. Juni: Daniel Fohr, deutscher Maler (* 1801)

- 07. Juli: Friedrich Gauermann, österreichischer Maler und Graphiker (* 1807)
- 15. Juli: Alois Löcherer, bayerischer Pionier der Photographie (* 1815)
- 17. Juli: Étienne Bouhot, französischer Maler (* 1780)
- 24. Juli: Georg Friedrich Heilmann, Schweizer Politiker, Offizier und Landschaftsmaler (* 1785)

- 02. August: Ludwig Hellner, deutscher Architekt (* 1791)
- 02. August: Ignaz Hofer, österreichischer Maler und Graphiker (* 1790)
- 10. August: August von der Embde, deutscher Maler (* 1780)
- 20. August: Ernst Guhl, deutscher Radierer, Kunstschriftsteller und Hochschullehrer (* 1819)
- 20. August: Eduard Pistorius, deutscher Genremaler und Radierer (* 1796)
- 28. August: Albrecht Adam, deutscher Schlachtenmaler (* 1786)

- 07. September: Ludwig Schleiden, deutscher Porträt-, Historien- und Landschaftsmaler (* 1802)
- 18. September: Heinrich Keller, Schweizer Radierer, Lithograph, Panoramenzeichner und Kartograph (* 1778)
- 24. September: Dietrich Wilhelm Lindau, deutscher Genre- und Landschaftsmaler und Zeichner (* 1799)

- 17. Oktober: Leopold Ernst, österreichischer Architekt (* 1808)

- 07. November: Charles Mozin, französischer Maler (* 1806)
- 17. November: Leopold Kupelwieser, österreichischer Maler (* 1796)
- 17. November: Ramsay Richard Reinagle, englischer Landschafts-, Porträt- und Tiermaler (* 1775)
- 28. November: Charles Wimar, deutsch-US-amerikanischer Maler (* 1828)

- 28. Dezember: Georg Theodor von Chiewitz, schwedisch-finnischer Architekt und Bauingenieur (* 1815)

### Genauer Todestag unbekannt
- Stamatios Kleanthis, griechischer Architekt (* 1802)
- John Thomas, britischer Bildhauer und Architekt (* 1813)
- Dionysios Tsokos, griechischer Maler (* 1820)